# パリ人肉事件
パリ人肉事件（パリじんにくじけん）は、1981年（昭和56年）6月11日に、フランスで起こった猟奇殺人事件である。犯人である日本人留学生の佐川一政が、友人であるオランダ人女性を射殺し、屍姦後に彼女の肉を食べたというもの。

## 経緯
1981年6月11日、フランスの首都、パリに留学していた日本人留学生佐川一政（当時32歳）が友人のオランダ人の女性留学生（当時25歳）を自宅に呼び出し、背後からカービン銃で射殺した。佐川は衣服を脱がせ屍姦したあと遺体の一部を生のまま食べ、また遺体を解体し写真を撮影して遺体の一部をフライパンなどで調理して食べた。
6月13日、残った遺体をスーツケースに収め、ブローニュの森の池に捨てようとしたところを目撃され逃亡。目撃者が遺体を発見し警察に通報し、2日後に逮捕された。
なお、この事件以前に、佐川は日本でも近隣に住むドイツ人女性を食肉目的で襲い逮捕されている。事件は父親の提示した示談金で告訴は取り下げられている。また、佐川は幼少の頃から人肉食の欲求が芽生えたと語っている。
佐川は犯行を認め裁判では心神喪失であったとして不起訴処分で無罪となり、フランス国内の精神病院に入院する。翌年、帰国し東京都立松沢病院に1年間入院した。病院側の診断結果は、佐川は人肉食の性癖など一切なく、フランス警察に対する欺瞞であるというものであった。同院副院長（当時）の金子医師は、佐川は精神病ではなく人格障害であり、刑事責任を問われるべきであり、フランスの病院は佐川が1歳の時に患った腸炎を脳炎と取り違えて、それで誤った判断を下したのではないかとしている。日本警察も全く同様の考えであり、佐川を逮捕して再び裁判にかける方針（『週刊マーダーケースブック』2号、デアゴスティーニ、1995年）であったが、フランス警察が不起訴処分になった者の捜査資料を引き渡すことはできないとして拒否した。

## その他
- この事件の被害者の遺体写真を掲載したフランスの週刊誌「パリ・マッチ」が発売禁止処分を受けた。
- 作家唐十郎が佐川と文通した手紙を書籍化した「佐川君からの手紙」（『文藝』1982年11月号）は、第88回芥川賞を受賞した。
- 事件後すぐの1981年に東映が唐十郎監督で『ブローニュ』というタイトルで映画化しようとしたことがある[2]。唐は「事件同様、衝撃的な作品にするよ。来年（1982年）6月頃には撮影に入りたい。オレとしてはパリに出かけて現場を踏まねば気がすまないし、製作費は3億円ぐらいは必要だと思う。いま、キャスティングを慎重に進めている最中」などと話していたが、唐は1976年の監督デビュー作『任侠外伝 玄海灘』（配給ATG）の撮影で本物のピストルを発砲して罰金刑を受けた前科もあり、内々に交渉を受けた佐川役の主演候補がいずれも尻込みし難航した[2]。その後「佐川君からの手紙」を寺山修司が脚色し、大島渚が監督する計画が進んだが[3]、寺山が1983年5月4日に亡くなり、結局、実現に至らなかった。
- 1991年 太田出版より出版された『イカす!おたく天国』の著者、宅八郎との対談にてパリ人肉事件の記事が掲載。この中で、佐川は「料理は全くしない。あの時だけです」と明かしている。
- フランスの小説家ジャン・エシュノーズは2020年1月刊行の小説『ジェラール・フュルマールの人生』のなかで、主人公の住むエルランジェ通りで起きた事件のひとつとしてこの事件を紹介している。

## この事件を元にした作品
音楽
- ストラングラーズ/「ラ・フォリー」- アルバム『ラ・フォリー』（1981年）収録
- ローリング・ストーンズ／「トゥー・マッチ・ブラッド」 - アルバム『アンダーカヴァー』（1983年）収録

書籍
- 佐川君からの手紙 - 作家唐十郎との手紙のやり取りを出版化した作品
- 狂気にあらず!?　「パリ人肉事件」佐川一政の精神鑑定 - コリン・ウィルソン、天野哲夫、佐川一政
- パリ人肉事件 無法松の一政 - 佐川一政、根本敬
- カニバの弟 - 佐川純

映画
- 愛のかたち（1989） - イタリア映画
- カニバ　パリ人肉事件38年目の真実（2017） - 第74回ヴェネツィア国際映画祭オリゾンティ部門審査員特別賞

ドキュメンタリー
- 事件の涙「そして家族だけが残された パリ女子学生殺人事件から42年」（2023年5月4日、NHK総合）[4] - 幼少期からのホームビデオと、弟・佐川純の現在の生活やインタビューを元に構成